# Auフィナンシャルホールディングス
auフィナンシャルホールディングス株式会社（英: au Financial Holdings Corporation）は、KDDIのグループ決済・金融事業を統括する金融持株会社（中間持株会社）である。

## 沿革
- 2019年
  - 1月30日 - LDF設立準備株式会社を設立[2]。
  - 4月1日 - auフィナンシャルホールディングス株式会社に商号変更し、業務開始[3]。

## グループ企業
※の付いた会社名は2019年12月2日より当社傘下となった会社。
- auじぶん銀行株式会社（2020年2月8日までは株式会社じぶん銀行。2025年1月に完全子会社化（従来合弁先であった三菱UFJフィナンシャルグループとの協業は引き続き維持される）[5]。）
- auフィナンシャルサービス株式会社（三菱UFJニコス株式会社との合弁。当社は98.5%出資、旧・KDDIフィナンシャルサービス株式会社。2020年6月12日に現社名へ改称[6]）
- auペイメント株式会社（100%、旧・株式会社ウェブマネー。2020年4月1日に現社名へ改称）
- auアセットマネジメント株式会社（株式会社大和証券グループ本社との合弁。当社は66.6%出資、旧・KDDIアセットマネジメント株式会社。2019年7月11日に現社名へ改称）
- au Reinsurance Corporation（100%、旧・KDDI Reinsurance Corporation）
- auフィナンシャルパートナー株式会社（株式会社FPパートナーとの合弁会社。2019年10月1日設立[4]。auアセットマネジメントが50%出資）
- ※au損害保険株式会社[4]（あいおいニッセイ同和損害保険株式会社との合弁。当社は51%出資）
- ※ライフネット生命保険株式会社[4]（18.37%出資の筆頭株主）

なお、グループ企業のうちライフネット生命を除く各社は、2020年6月12日をもって全社がauブランドを冠した社名に統一された。

### 過去
- ※auカブコム証券株式会社[4]（三菱UFJ証券ホールディングス株式会社との合弁。当社は49%出資、旧・カブドットコム証券株式会社。2025年1月末に、株式を三菱UFJ銀行に譲渡し会社名を「三菱UFJ eスマート証券株式会社」と変更、auフィナンシャルホールディングスグループからは外れる[5]。当社との業務提携は引き続き行う。）

## 提供番組
- au FG LIFETIME BLUES（J-WAVE・JFL5局ネット）